# Micrathena sagittata
Micrathena sagittata là một loài nhện trong họ Araneidae.
Loài này thuộc chi Micrathena. Micrathena sagittata được Charles Athanase Walckenaer miêu tả năm 1842.

## Hình ảnh

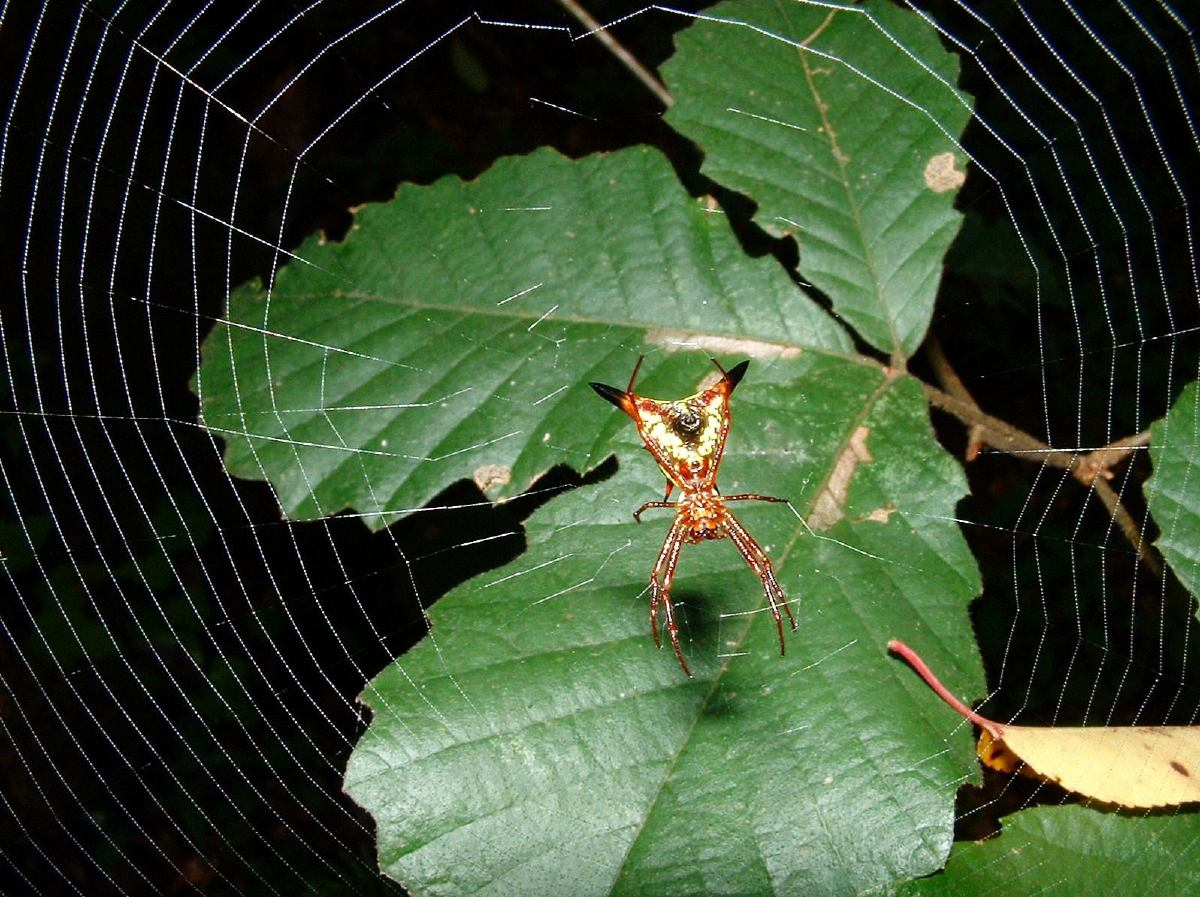
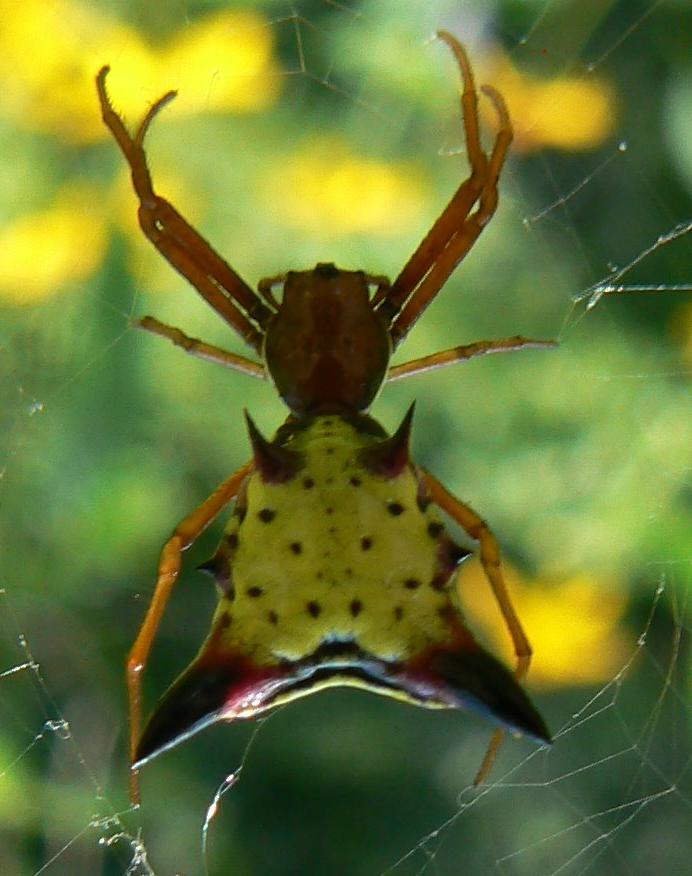